# Viktor Pavičić

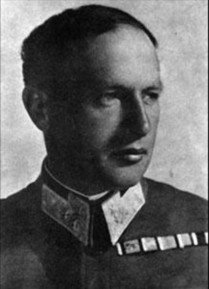
Viktor Pavičić

Viktor Pavičić (geboren am 5. Oktober 1898 in Gospić; Todesdatum ungewiss, verschollen um den 20. Januar 1943 bei Stalingrad, Sowjetunion) war ein Oberst der kroatischen Armee und Befehlshaber des verstärkten kroatischen Infanterie-Regiments 369 in der Schlacht von Stalingrad.
Zuvor diente er in der königlich-jugoslawischen Armee und war nach Errichtung des Unabhängigen Staates Kroatien Kommandeur der Militärakademie in Zagreb und Militärschriftsteller gewesen.

## Leben
Viktor Pavičić wurde am 15. Oktober 1898 geboren. Als Kommandeur und Ausbilder der Militärakademie der kroatischen Heimwehr in Zagreb erhielt er im August 1942 die Aufgabe ein Freiwilligen-Regiment zur Unterstützung der deutschen Wehrmacht aufzustellen. Ante Pavelić, politischer Führer des unabhängigen Staates Kroatien, hatte Hitler die Beteiligung  mehrerer Truppenverbände für die Kämpfe an der Ostfront zugesagt, die schließlich als Kroatische Legion bezeichnet wurden. 
Wegen der hohen Anzahl von Freiwilligen konnte das 369. Regiment in kurzer Zeit aufgestellt und im August 1942 über Österreich in die heutige Ukraine entsendet werden. Nach Kämpfen an der Südfront und der fast vollständigen Eroberung von Stalingrad erhielten Mitglieder des Regiments mehrere Auszeichnungen. Pavičić selbst erhielt für seine Verdienste in der Schlacht von Stalingrad den Orden vom Eisernen Dreiblatt und durfte fortan den Titel vitez (Ritter) tragen. 
Nach schweren Verlusten seiner Einheit durch Häuserkämpfe, Hunger und Kälte in der Schlacht um Stalingrad im Winter 1942/43 verschwand er auf bis heute ungeklärte Art und Weise. Als wahrscheinlichste mehrerer möglicher Todesursachen kommt ein Flugzeugabsturz am 20. Januar in der Nähe von Stalingrad in Frage. Seine Funktion als Regimentskommandeur übernahm Marko Mesić.

## Auszeichnungen (Auswahl)
- Orden vom Eisernen Dreiblatt III. Klasse in 1942
- Eisernes Kreuz (1939) I. Klasse am 16. Oktober 1942
- Orden vom Eisernen Dreiblatt II. Klasse am 20. Januar 1943

## Quelle
- Milan Pojić, Mato Rupić: PAVIČIĆ, Viktor. In: Darko Stuparić (Hrsg.): Tko je tko u NDH : Hrvatska 1941.–1945 [Wer ist wer im NDH : Kroatien 1941–1945]. Minerva, Zagreb 1997, S. 312 (kroatisch).